# Akechi Mitsutsugu
Akechi Mitsutsugu (明智 光継)?; 1468 – 1538) è stato un samurai giapponese del periodo Sengoku, servitore del clan Toki.

## Biografia
Capo del clan Akechi della provincia di Mino durante l'inizio del periodo Sengoku, Mitsutsugu era signore del castello di Akechi e servitore del clan Toki. Una delle sue figlie sposò Saitō Dōsan e la loro figlia, quindi nipote di Mitsutsugu, in seguito sposerà Oda Nobunaga. Gli Akechi discendevano dal figlio di Toki Yorisada, Yorimoto.